# Ikarus 281
Ikarus 281 – 16,5-metrowy węgierski autobus przegubowy produkowany przez przedsiębiorstwo Ikarus. Model ten stanowi odmianę autobusu Ikarus 280 dostosowaną do eksploatacji w krajach, w których obowiązuje ruch lewostronny. Do napędu tego modelu zastosowano 6-cylindrowy silnik wysokoprężny Raba-MAN D2156 HM6U o pojemności skokowej 10350 cm3, mocy maksymalnej 142 kW (192 KM) i maksymalnym momencie obrotowym 696 Nm przy 1300 obr./min lub Raba-MAN D2356 HM6U o pojemności 10690 cm3, mocy 162 kW (220 KM) i momencie obrotowym wynoszącym 765 Nm. Jednostka napędowa została zblokowana z 2-biegową automatyczną skrzynią biegów Praga 2M70 produkcji czechosłowackiej. Ikarus 281 eksportowany był do niektórych państw afrykańskich oraz Nowej Zelandii.